# レオナルド・ジャルディム
レオナルド・ジャルディム（Leonardo Jardim, 1974年8月1日 - ）は、ベネズエラ・バルセロナ出身のサッカー指導者。

## 経歴
ベネズエラに在住していたポルトガル人夫婦の間に出生、その後、両親の故郷であるマデイラ島に戻った。プロサッカー選手としてのキャリアはなく、大学時代には既にサッカー指導者を目指しており、大学卒業後には子供や女子チームだけでなくハンドボールチームの指導も経験した。
2001年、マデイラ島にあるクラブADカマーシャにアシスタントコーチとして入団。2年後の2003年には監督に就任し当時27歳で監督デビューを果たし、5シーズンの間チームを率いた。その後2009年にSCベイラ・マルの監督に就任すると1年でプリメイラ・リーガ昇格を成し遂げた。
2011年にSCブラガの監督に就任。2011-12シーズンにはリーグ戦13連勝を記録しクラブ新記録を樹立。勝ち点62のリーグ3位に導き、UEFAチャンピオンズリーグ出場権獲得に貢献。翌2012年にはギリシャのオリンピアコスFCへ移籍し、UEFAチャンピオンズリーグでの初采配を経験した。
2013年、スポルティングCPの監督に就任。前シーズンを7位で追えるなど低迷していたスポルティングの中で、下部組織出身のジョアン・マリオ、ウィリアム・カルヴァーリョ、セドリック・ソアレスなどを発掘し若手中心のチームを作り上げ、UEFAチャンピオンズリーグ出場圏内の2位に導いた。
2014年6月、リーグ・アンのASモナコと2年契約を締結。2014-15シーズン開幕前にはクラブの方針の影響でハメス・ロドリゲス、ラダメル・ファルカオを失ったが、ヤニック・フェレイラ・カラスコやベルナルド・シウバなどの若手選手を積極的に起用。UEFAチャンピオンズリーグではラウンド16でアーセナルFCを下しベスト8進出を果たすなどの健闘を見せ、2015年5月12日に2019年まで契約を延長した。2016-17シーズンにはUEFAチャンピオンズリーグでレバークーゼンやトッテナム・ホットスパーと同居するグループを首位で通過し、ラウンド16ではマンチェスター・シティ、準々決勝ではボルシア・ドルトムントを撃破。準決勝ではユヴェントスに敗れたものの、13季ぶりとなる準決勝へ進出した。リーグ戦では最終的に107得点となる攻撃力を武器に第19節以降の20試合を無敗で終え、モナコに17季ぶりとなるリーグ優勝をもたらした。この活躍によりシーズンのリーグ・アン年間最優秀監督賞を受賞した。
2017-18シーズンには自身がトップチームデビューさせたキリアン・エムバペをライバルのパリ・サンジェルマンへ放出し、その他にもベルナルド・シウバなどを放出した。UEFAチャンピオンズリーグではグループリーグで2分4敗に終わり最下位で敗退。しかしリーグ序盤戦では首位パリ・サンジェルマンを追い2位につけ、中盤戦には順位を落としたものの、最終的にはオリンピック・リヨンやオリンピック・マルセイユの追走を振り切り2位でシーズンを終えた。翌2018-19シーズンもトマ・レマルなどを引き抜かれ、シーズン前のトロフェ・デ・シャンピオンではパリ・サンジェルマンに0-4の大敗を喫した。リーグ戦でも9試合を終えて1勝3分5敗の18位に甘んじ、2018年10月11日に解任が発表された。
だが、後任のティエリ・アンリが成績不振によりわずか3か月で解任されると、2019年1月25日にモナコの監督に復帰した。
2019年12月28日、ジャルディムは再び解任され、元スペイン代表監督のロベルト・モレノが後任に任命された。
2021年6月2日、1年契約（1年延長オプション付き）でサウジアラビアのアル・ヒラルSFC監督に就任。

## 戦術
準備したフォーメーションに選手を嵌めることを好み、4-4-2を採用する。FWにはある程度の自由を与え個人のスキルを活かしたプレーをさせるものの、守備参加の意識を高く持たせている。
若手を積極的に起用する監督として知られており、ASモナコ時代にはキリアン・エムバペ、ベルナルド・シウバ、ヤニック・フェレイラ・カラスコ、ティエムエ・バカヨコトマ・レマル、ファビーニョなどをブレイクさせた。また選手のポジションをコンバートさせることもあり、元々DFであったファビーニョをMFとして開花させた。

## タイトル

### クラブ
カマーシャ
- AFマデイラ・カップ ： 2003-04

ベイラ・マル
- セグンダ・リーガ ： 2009-10

オリンピアコス
- ギリシャ・スーパーリーグ ： 2012-13
- キペロ・エラーダス ： 2012-13

モナコ
- リーグ・アン ： 2016-17

アル・ヒラル
- AFCチャンピオンズリーグ： 2021

### 個人
- リーグ・アン年間最優秀監督賞 ： 2016-17